# Internet Adult Film Database
De Internet Adult Film Database (IAFD) is een op internet vrij toegankelijke kennisbank van voornamelijk Amerikaanse pornografische films en de acteurs en regisseurs hiervan. Pornofilms van buiten de Verenigde Staten zijn opgenomen in de database wanneer er een uitgave voor de Amerikaanse markt gepubliceerd is. Per 14 juni 2016 bevat de database informatie over meer dan 180.000 films en meer dan 140.000 personen.

## Ontstaansgeschiedenis
De IAFD begon als idee van de Nederlander Peter van Aarle die op dat moment moderator was in de nieuwsgroep rec.arts.movies.erotica. Van Aarle verzamelde reeds sinds 1981 informatie over pornofilms. In 1995 was kortstondig een eerste versie van IAFD raadpleegbaar op het internet. In 1999 werd onder het domein iafd.com de tweede versie gelanceerd.